# 紫花蒲公英
紫花蒲公英（学名：Taraxacum lilacinum）是菊科蒲公英属的植物，为中国的特有植物。分布在中国大陆的新疆等地，生长于海拔2,500米的地区，多生长在高山草地和草甸草原，目前尚未由人工引种栽培。